# الدوري الهندوراسي الدرجة الأولى لكرة القدم 1975–76
الدوري الهندوراسي الدرجة الأولى لكرة القدم 1975–76 هو موسم من الدوري الهندوراسي الدرجة الأولى لكرة القدم. فاز فيه ريال إسبانيا.